# От Арарата до Сиона
«От Арарата до Сиона» (англ. From Ararat to Zion) — документальный фильм компании Vem Media Arts режиссёра Эдгара Багдасаряна, рассказывающий о вкладе армянского народа в историю человечества, миссии христианства и присутствии армян на Святой Земле.

## О фильме
Фильм был снят режиссёром Эдгаром Багдасаряном по сценарию священнослужителя иерея Месропа Арамяна, который одновременно являлся продюсером ленты. Генеральными спонсорами выступили компании «ВиваСелл-МТС» и американская компания Flagship Ventures. Съёмочные работы закончились 22 сентября 2009 года. Сюжет и действие фильма составлено из документальных материалов из ассирийских, греческих, египетских и других источников.

Уникальность этого фильма заключается в том, что об армянах рассказывают не сами армяне, а непосредственно европейцы: немцы, итальянцы, французы. По словам режиссёра главная цель фильма — показать масштаб вклада армян в христианство и его защиту. Название ассоциируется с походом армянских паломников в Иерусалим, путь которых проходил от Арарата до Сиона. В фильме были засняты армянские надписи, находящиеся в Египте и Палестине. Подчёркивая это, Месроп Адамян заявил: 
Мы засняли на пленку практически все армянские надписи в Египте и Палестине
Им же было сказано, что заснятого материала хватит на несколько серий и что в будущем возможно создание сериала.
Премьера фильма состоялась 5 мая 2010 года в Ереване, в первые дни проката в Армении документальный фильм по посещаемости превзошёл американский фильм «Аватар». Мировая премьера фильма состоялась 12 мая 2010 года в Великобритании. Как сообщила пресс-служба продюсерского центра картина будет показана на крупнейших американских, европейских и российских телеканалах.

### Сюжет

кадр из фильма

Согласно иерею Месропу Арамяну в фильме как бы проходит диалог двух библейских святынь: горы Сотворения — Сиона и горы Спасения — Арарата. Фильм рассказывает об истории армянского Иерусалима, которая всячески замалчивается с целью постепенного вытеснения армянского населения и приобретения территорий, принадлежащих Армянскому патриархату или частным лицам. Авторы картины следуют за паломниками и несмотря на то, что в фильме рассказывается история армян, этот фильм обо всех тех народах, голос которых не был услышан. Все они заплатили очень высокую цену, чтобы сохранить своё место в истории человечества.

## Съёмочная группа
- Эдгар Багдасарян — режиссёр.
- отец Месроп Арамян — автор сценария и продюсер.
- Эйдан Куин — закадровый текст (в качестве актёра снимался в фильмах «Вернуть отправителю» и «Практическая магия»).
- Лиза Джеррард — автор и исполнитель музыки (бывшая солистка Dead Can Dance, автор и исполнитель вокальных саундтреков к фильмам «Миссия невыполнима 2» и «Гладиатор»).
- Рубен Гаспарян — оператор.

## Награды
По словам режиссёра картины, фильм примет участие во многих международных кинофестивалях, в связи с чем творческой команде ленты придется разделиться, чтобы представить ленту на них.
3 июня 2010 года на международном кинофестивале Swansea Bay Film Festival, проходящем в Великобритании, фильм стал победителем в номинации «Лучший Европейский документальный фильм года»
5 июня 2010 года специальным указом президента непризнанной НКР автор и продюсер, а также режиссёр фильма «Из Арарата в Сион» — член епархиального совета Арцахской епархии Армянской Апостольской церкви, директор теологического центра «Гандзасар» иерей Месроп Арамян и Эдгар Багдасарян за создание фильма были награждены орденом «Месроп Маштоц».